# Dębina (Gnojno)
Dębina – część wsi Gnojno w Polsce położona w województwie łódzkim, w powiecie kutnowskim, w gminie Kutno.
Dębina wchodzi w skład sołectwa Gnojno.
W latach 1975–1998 Dębina administracyjnie należała do województwa płockiego.